# Szexuális forradalom
A szexuális forradalom egy szociális mozgalom, mely a szexualitáshoz kapcsolódó viselkedési formákat alakítja, kérdőre vonja az éppen aktuális trendet, felkelti az érdeklődést a szexualitás iránt, szembeszáll a prűd viselkedési formákkal.
A nyugati világban az 1960-as évektől az 1980-as évekig szexuális forradalom zajlott. Az amerikai fiatal baby boomer generáció szexuális viselkedése a születések számára kihatással volt. Míg az 1975-ig tartó vietnámi háború miatt a születések száma csökkent Amerikában, a szexuális forradalom folyamatosan kifejtette a hatását, mely 1975-től 1989-ig az új generáció szexuális szabadsága volt. A szex aranyéveinek hívják az 1960-as éveket, szexmagazinok jelentek meg és terjedtek el, a nudizmus is elterjedt, elérhetővé vált mindenki számára a fogamzásgátló tabletta, a szexuális szabadság mellett LSD-fogyasztás indult meg, szexklubok nyitottak. Az 1970-es évektől kezdték használni a tablettát a sürgősségi fogamzásgátláshoz. A házasság előtti szex elfogadottá vált. A szexuális forradalom következtében a szexuális alternatív formák bővülnek. Az abortusz kellemetlen kérdése az előtérbe került.
A szexuális forradalom kifejezést már az 1910-es évektől használták. A kifejezés megjelent az 1929-ben nyomtatott Is Sex Necessary? (A szex szükségszerű?) című könyvben, amit 75 év múlva ismét kiadtak. Egyik fejezetében szerepel a szexuális forradalom. Néhány korai kommentár szerint az 1960 és 1980 közötti szexuális forradalom valójában a második forradalom volt Amerikában, szerintük az első forradalom az első világháború után, a tomboló húszas években volt. F. Scott Fitzgerald, Edna Saint Vincent Millay és Ernest Hemingway ekkor fejtette ki hatását. A forradalom érezhetővé vált a nők szexuális attitűdjének mélyreható változásában és a szexuális viselkedések kifejeződésének szabadságában.
Sigmund Freud nézeteit William Reich és Alfred Kinsey művei terjesztették, párhuzamosan a szexuális beszéd szabadságával, a pornográfia nyíltságával és a hardcore pornográfiával együtt. A szexuális forradalom kétféleképpen változtatta meg a gondolkodásunkat a szexualitásról. Egyik hatása a technikai változásokat jelentette, jelentős ütemben folytak a szexuális kutatások például a fogamzásgátló irányában. Másik szinten a változni kívánók viselkedése már nem volt a régi, a fiatalok nem engedelmeskedtek az idősebb generációknak, az etikai magatartásuk megváltozott. A fiatalabbak szabadon beszéltek a szexről, kifejezték szexuális fantáziájukat a médiában, amire megújuló iparág épült, legyen szó szexuális ruházatról – neccharisnya – vagy a szexmagazinokról vagy eszközökről. A San Francisco Oracle underground újság 1967-ben a spirituális forradalom kifejezést használta.